# Maurice Richard (film)
Pour les articles homonymes, voir Maurice Richard (homonymie), Richard et Rocket.
Pour plus de détails, voir Fiche technique et Distribution.
Maurice Richard est un film québécois réalisé par Charles Binamé, sorti en 2005.

## Synopsis
Le film retrace la vie de Maurice Richard, joueur étoile des Canadiens de Montréal, depuis son adolescence dans le milieu des années 1930 jusqu'à l'émeute de 1955, provoquée par la suspension du joueur de hockey après les événements qui se sont déroulés à Boston lors d'une partie précédente. Au-delà de l'aspect sportif du film, Charles Binamé y dépeint la condition sociale des Canadiens français à cette époque et l'influence que le sportif a eu sur cette nation.

## Fiche technique
- Titre original : Maurice Richard
- Titre anglais : The Rocket
- Réalisation : Charles Binamé
- Scénario : Ken Scott
- Musique : Michel Cusson
- Direction artistique : Marc Ricard
- Conception visuelle : Michel Proulx
- Décors : Ginette Paré
- Costumes : Francesca Chamberland
- Maquillage : Diane Simard
- Coiffure : Martin Lapointe
- Photographie : Pierre Gill
- Son : Claude Hazanavicius, Claude Beaugrand, Luc Boudrias, Bernard Gariépy Strobl
- Montage : Michel Arcand
- Production : Denise Robert, Daniel Louis
- Société de production : Cinémaginaire
- Sociétés de distribution : Alliance Atlantis
- Budget : 8,3 millions de dollars[1]
- Pays d'origine :  Canada (Québec)
- Langue originale : français et anglais
- Format : couleur, Noir et blanc — format au tournage : Super 35 mm — format d'image : 2,35:1
- Genre : drame sportif
- Durée : 124 minutes
- Dates de sortie :
  - Canada : 23 novembre 2005 (première à la Place des Arts à Montréal)
  - Canada : 25 novembre 2005 (sortie en salle au Québec)
  - Canada : 21 avril 2006 (sortie en salle au Canada anglais)
  - Canada : 1er décembre 2009 (DVD)
- Box-office québécois : 4,2 millions CAD

## Distribution
- Roy Dupuis : Maurice Richard
- Julie Le Breton : Lucille Norchet/Richard
- Stephen McHattie : Dick Irvin
- Philip Craig : Tommy Gorman
- Patrice Robitaille : Émile « Butch » Bouchard
- Michel Barrette : M. Norchet
- Diane Lavallée : Alice Norchet
- Tony Calabretta : Frank Selke
- François Langlois-Vallières : Maurice Richard à 16 ans
- Pierre-François Legendre : Georges Norchet
- Mario Jean : Paul Stuart
- Robert Brouillette : partisan fanatique
- Benoît Girard : Paul St-Georges
- Normand Chouinard : Michel Normandin
- Paul Doucet : Camil Desroches
- Randy Thomas : Hector « Toe » Blake
- Mike Ricci : Elmer Lach
- Vincent Lecavalier : Jean Béliveau
- Stéphane Quintal : Dollard Saint-Laurent
- Mathieu Dandenault : Hal Laycoe
- Sean Avery : Bob Dill
- Ian Laperrière : Bernard « Boom Boom » Geoffrion
- Rémy Girard : Tony Bergeron, le barbier
- René Gagnon : Donat Raymond, sénateur
- Luc Proulx : Rolland Léveillée
- Serge Houde : Conn Smythe
- Pascal Dupuis : Milt Schmidt
- Sebastien Roberts : Bob Fillion
- Mylène St-Sauveur : Irma Daigle
- Antoine Vézina : partisan insistant
- Serge Bonin : gardien de but

## Autour du film
- Plusieurs joueurs de hockey sur glace professionnels (Vincent Lecavalier, Mike Ricci, Mathieu Dandenault, Stéphane Quintal, Ian Laperrière, Sean Avery et Pascal Dupuis) ont participé au film en incarnant d'anciens joueurs.
- L'acteur Roy Dupuis avait déjà incarné deux fois Maurice Richard avant le tournage de ce film : dans une mini-série pour la télévision et dans une courte séquence retraçant des événements marquants de l'histoire du Canada.
- Le Forum de Montréal n'existe plus en tant que patinoire pour les matches de hockey sur glace mais a été reconverti en centre commercial et d'amusement. Les scènes de hockey ont été tournées au Colisée Pepsi, aménagé pour ressembler au Forum.
- Pour des raisons de droits avec la Ligue nationale de hockey (LNH), certains logos d'équipes ont dû être légèrement modifiés.
- Le film a bénéficié d'un budget de huit millions de dollars, soit le plus gros budget investi dans un film québécois (au moment du tournage).
- Patrice Robitaille, qui interprète Émile Bouchard, était un partisan des Nordiques de Québec à l'époque et détestait les Canadiens de Montréal. Donc, pendant le tournage, il enfilait un t-shirt des Nordiques en dessous de celui des Canadiens de Montréal.

## Distinctions

### Récompenses
Le film a remporté neuf prix Génie soit :
- meilleur acteur (Dupuis) ;
- meilleure actrice (Le Breton) ;
- meilleur acteur de soutien (McHattie) ;
- meilleure réalisation ;
- meilleure photographie ;
- meilleur montage ;
- meilleure direction artistique ;
- meilleurs costumes ;
- meilleur son.

### Nominations
Le film a obtenu plusieurs nominations en 2006 pour les Prix Jutra :
- meilleur film ;
- meilleure réalisation : Charles Binamé ;
- meilleure actrice : Julie Le Breton ;
- meilleur acteur : Roy Dupuis ;
- meilleure actrice de soutien : Diane Lavallée ;
- meilleur scénario : Ken Scott ;
- meilleure direction de la photographie : Pierre Gill ;
- meilleure direction artistique ;
- meilleur son: Claude Hazanavicius, Claude Beaugrand, Luc Boudrias, Bernard Gariépy Strobl ;
- meilleur montage image ;
- meilleure musique : Michel Cusson ;
- meilleurs costumes ;
- meilleur maquillage ;
- meilleure coiffure.